# Toxophora turkestanica
Toxophora turkestanica är en tvåvingeart som beskrevs av Paramonov 1933. Toxophora turkestanica ingår i släktet Toxophora och familjen svävflugor. Inga underarter finns listade i Catalogue of Life.